# カティリナ弾劾演説
カティリナ弾劾演説（Catiline Orations）は、紀元前63年、ルキウス・セルギウス・カティリナのクーデター計画に対し、当年の執政官マルクス・トゥッリウス・キケロが行なった弾劾演説である。
古代ローマ最高の弁論家として名声の高かったキケロの演説の中でも代表的名演説で、事件の3年後に出版された。

## 一覧
演説は、全部で4つの演説で構成され、一貫してカティリナ及びその一派の陰謀に対する糾弾とローマ市外への追放を含め厳罰をもってあたることを主張した。
- 第1演説：元老院議会での演説（紀元前63年11月8日）
- 第2演説：市民集会[2]での演説（紀元前63年11月9日）
- 第3演説：市民集会での演説（紀元前63年12月3日）
- 第4演説：元老院議会での演説（紀元前63年12月5日）

## 背景

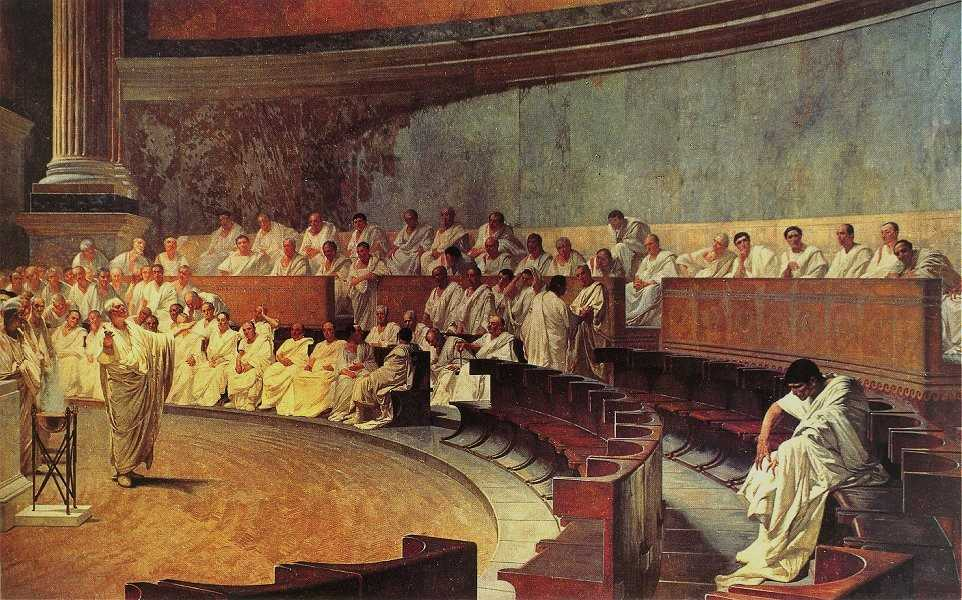
カティリナを非難するキケロ, フレスコ画, チェザーレ・マッカリ 1882-1888.

### 当時の政治状況
クーデターの首謀者カティリナは古いパトリキ（貴族）出身で、前82年の政変ではルキウス・コルネリウス・スッラの下で行動し、紀元前68年には法務官に選出された。
さらに執政官の地位を求め選挙出馬への意欲をみせるも、紀元前66年、前65年の選挙には、属州担当時代の不正を告発されて立候補を断念。翌紀元前64年の選挙にようやく立候補の資格が認められるも、2名の執政官ポストに対して7名が乱立し、さらにキケロからの妨害工作（ネガティブキャンペーン）も重なり落選した。この年当選したのがキケロとガイウス・アントニウス・ヒュブリダである。
翌前63年に再び立候補し、今度は貧困層を取り込むべく「借金の棒引き」を公約に選挙戦を臨むも、選挙を主宰するキケロがわざとらしくカティリナの不穏さをアピールして落選し、これら一連の選挙活動の結果、彼の元には膨大な借金のみが残ることとなった。政治的にも経済的にも追い込まれたカティリナは、非合法（武力）によるクーデター以外に方法がない状況に追い込まれてしまう。ただ、このクーデター計画はずさんなもので、キケロはフルウィアという女性から情報を仕入れていたというが、キケロによるねつ造を疑う学者すらいるという。
確実な証拠がなく元老院でもあまり真剣に討議されなかったが、クーデター計画の書簡を手に入れたキケロは、10月28日が決行日であるとして、「両執政官は共和国の損害を防ぐべし」とする元老院最終決議を受け取った。しかし当日になっても何事もなく、キケロに疑いの目が向けられたが、各方面で蜂起の動きがあることが報告され、クーデターの密告が奨励された。
カティリナは共謀者の元老院議員の庇護を受け、のらりくらりとローマに留まり、11月8日にキケロを襲撃した上でエトルリアで募集した軍に合流する手はずを整えたものの、この襲撃計画はフルウィアによってキケロに知るところとなり失敗。キケロはユピテル・スタトル神殿 (紀元前3世紀)に元老院を召集した。ところが、意外なことに渦中の当事者であるカティリナも当議場へやってきて、クーデター計画を否定し、身の潔白を証明しようとした。キケロは議会内で第1演説を行い、カティリナへの厳然とした態度を表明する。

### 第1演説（前63年11月8日　元老院議会の議場にて）
議場でキケロは第1演説を行い、カティリナを糾弾するとともに、カティリナのクーデター計画は、さまざまな証言や言質からもはや明白な事実であるとして、カティリナに対して即刻ローマ市から立ち退くことを要求した。カティリナは追放の元老院決議を行うよう反論したが、このキケロからのカティリナ追放要求に対して議場からは特に反論の声もなく、カティリナはローマ市を退去し、エトルリアへ向かった。

### 第2演説（前63年11月9日　市民の集う中央広場にて）

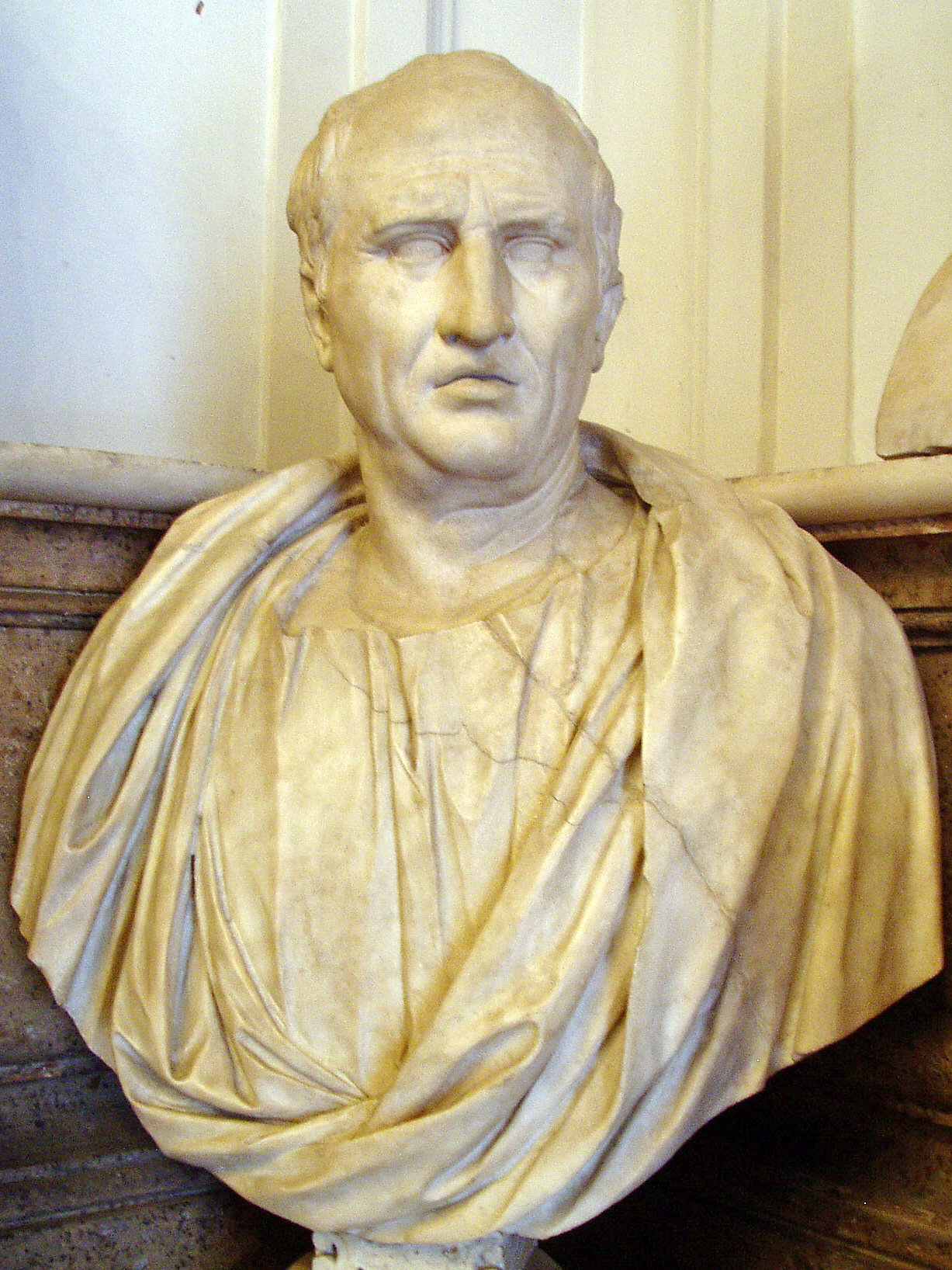
キケロは一連の演説を通してカティリナ一派を一貫して糾弾し、彼らの政治失脚に主導的役割を果たした。

カティリナのクーデター計画と元老院議会での次第を広く市民へ知らせることを目的として、キケロはローマの中心にある中央広場にて第2演説を行った。キケロは演説の中で、カティリナに対するローマ市からの追放を宣言する。その上でキケロは、ローマ市内には未だカティリナのような叛乱を起こしうる（潜在的な）勢力が居座っているとして、これらの勢力を6つのタイプに分類した上で、未だローマ市内にもクーデターや叛乱を起こしうる勢力があり、潜在的な危険は去っていないとして、市民に注意喚起を求めた。
11月中頃、カティリナがエトルリアの軍を掌握したとの報告があり、元老院は彼を「公敵」と宣言し、執政官ヒュブリダが差し向けられた。この間、キケロは友人の告訴を弁護している（『ムレナ弁護』）。
その後、12月3日の元老院議会にて、ローマ市内に居住するカティリナ一派による陰謀の事実が判明し、首謀者が逮捕されるという出来事があった。キケロはこの事実をもってローマ市内におけるクーデターが未然に防がれたとして、再び市民の前に現れ、事態の経過について報告を行った（第3演説）。

### 第3演説（前63年12月3日　市民の集う中央広場にて）
キケロはローマ市内で発生したクーデター未遂に係る事態の経過について報告した。冒頭キケロは、"ローマ市民諸君。今日、国家は救済された。”と述べ、今回のクーデターを未然に防いだことに対する自らの功績を示した。
ところが、演説の翌日にローマ市内で陰謀を企てた罪で逮捕され別々の場所に監禁中であった首謀者5名を奪還を企てる動きが発生した。キケロは首謀者らの処断を早急に行う必要性を説き、彼自身は首謀者の死刑が相当であると考えていた。しかしながら、当時の次期法務官であったカエサルが、ローマ市民への死刑判決はローマ市民で構成される「民会」（裁判）でのみ決定され、元老院議会や執政官にはその権利を行使する権限がないこと、むしろ首謀者らを終身刑に処するのが厳しい処断であるとして、首謀者に対する死刑に反対し、彼の見解が元老院議会の賛同を集めたことから、キケロは元老院議院にて死刑の妥当性について説明することとなった（第4演説）。

### 第4演説（前63年12月5日　元老院議会の議場にて）
キケロは演説において、今回の（クーデター首謀者に対する）処断が差し迫った事態であるとの認識を示した上で、次期執政官デキムス・ユニウス・シラヌスの死刑提案とカエサルの示した対案（終身刑）とを比較し、ローマの国益のためには死刑が相当であること、国家に対して反逆を企て、国家の敵となった首謀者たちは、もはや「ローマ市民」たりえず、今回の場合にはローマ市民の死刑に対する法的権限は民会のみという原理原則は当てはまらないとの認識を示した上で、死刑こそが最善の選択である、と結論付けた。
この後、死刑を主張するキケロの意見を支持する次席護民官の小カトーの提案が採択され、即日首謀者らに絞首刑が執行された。

## その後
弾劾演説のあった翌年の前62年1月、カティリナは叛乱軍を率いて武力によるクーデターを企図するも、あえなく鎮圧され、3,000名の兵士とともに玉砕した。
一方、今回の件で主導的役割を果たし、声高に業績を主張したキケロ自身も、今回のクーデター首謀者らに対する死刑判断がいささか強権的であり、市民の生命に係る判決は、民会の法的権限において実施されるという原理原則に反するとの批判を受け、自らもローマを追われ、国外へ亡命することを余儀なくされることとなった。

## 脚註
1. ↑  山沢, p. 391.
2. ↑  ローマ市民等に国政等に関する重要情報を広く伝えることを目的として開催される集会。今回はカティリナ一派の陰謀に関する報告を目的として開催された。
3. ↑  山沢, pp. 392–393.
4. ↑  山沢, p. 393.
5. ↑  山沢, pp. 394–395.
6. ↑  山沢, pp. 395–396.
7. ↑  当時、ローマ市からの追放はローマ市民が死刑を逃れるための唯一の手段であった。ただし、当時のローマにおいて、執政官も元老院議員も市民を処刑したりローマ市外から追放する法的権限はなく、ローマ市民で構成される「民会」の票決で決定された点に留意する必要がある。
8. ↑  山沢, pp. 396–397.
9. ↑  山沢, pp. 397–398.
10. ↑  山沢, p. 398.